# Abdullah Bušatlić
Háfiz Abdullah Ajni-efendija (event. jen Abdulah) Bušatlić (1871/září 1872 Vlasenica, osmanská říše – 2. listopadu 1946 Federativní lidová republika Jugoslávie) byl bosenskohercegovský šarí‘atský soudce a pedagog bosňáckého původu.

## Životopis
Rodina Bušatliců pochází ze Zetské oblasti, pomezí dnešní Černé Hory a Albánie. Abdullahův otec (?–1878), profesí obchodník, z tohoto regionu přesídlil do Sarajeva.
V Sarajevu dokončil Gazi Husrev-begovu medresu (1891) a poté Šarí‘atskou soudní školu (1896). Nato působil jako justiční čekatel u Šarí‘atského soudu v Brčku a poté coby šarí‘atský soudce v Mostaru a Sanském Mostu. Roku 1904 byl přidělen k Šarí‘atskému soudu v Sarajevu, od roku 1909 ve Foči. Od roku 1911 působil jako pedagog v Šarí‘atské soudní škole (1. října 1912–5. srpna 1913 coby učitel-ekonom). Roku 1913 byl na vlastní žádost přeložen do Šarí‘atského soudu v Sarajevu, ale současně honorárně vyučoval v Šarí‘atské soudní škole (od 10. září 1913 do 26. listopadu 1935), konkrétně předmět šarí‘atské soudní řízení. Roku 1930 byl penzionován, ale vzápětí se stal soudcem Vrchního šarí‘atského soudu v Sarajevu a na tomto postu setrval do roku 1936, kdy došlo k reorganizaci Islámského společenství v Jugoslávii.
Bušatlić se podílel na vzniku a chodu muslimského podpůrného spolku Gajret. Od přelomu století přispíval do řady muslimských periodik (Behar, Gajret, Novi Behar, Glasnik Islamske vjerske zajednice Kraljevine Jugoslavije, El-Hidaje aj.), v nichž obhajoval moderní vzdělávání mezi bosenskohercegovskými muslimy, zejména v řadách islámských duchovních.
Duchovní zemřel 2. listopadu 1946 v Sarajevu. Jeho tělesné ostatky byly uloženy na sarajevském hřbitově Ravne Bakije.

## Dílo
- Porodično i nasljedno pravo Muslimana (glavne ustanove i propisi) (Rodinné a dědické právo Muslimů, Sarajevo 1926)
- Šerijatsko-sudski postupnik s formularima (Šarí‘atské soudní řízení s formuláři, Sarajevo 1927)
- Pitanje muslimanskog napredka u Bosni i Hercegovini (povodom poznatih izjava g. Reisul Uleme i drugih) (Otázka muslimského pokroku v Bosně a Hercegovině, Sarajevo 1928)